# Іст-Берлін (Пенсільванія)
Іст-Берлін (англ. East Berlin) — місто (англ. borough) в США, в окрузі Адамс штату Пенсільванія. Населення — 1542 особи (2020).

## Географія
Іст-Берлін розташований за координатами 39°56′13″ пн. ш. 76°58′46″ зх. д. / 39.93694° пн. ш. 76.97944° зх. д. (39.936829, -76.979459).  За даними Бюро перепису населення США в 2010 році місто мало площу 1,88 км², з яких 1,81 км² — суходіл та 0,07 км² — водойми.

## Демографія
Згідно з переписом 2010 року, у селищі мешкала 1521 особа в 642 домогосподарствах у складі 443 родин. Густота населення становила 809 осіб/км².  Було 677 помешкань (360/км²).
Расовий склад населення:
| - 96,2 % — білих - 0,7 % — чорних або афроамериканців - 0,7 % — азіатів - 0,2 % — вихідців з тихоокеанських островів - 0,1 % — корінних американців - 1,2 % — осіб інших рас |

До двох чи більше рас належало 0,9 %. Частка іспаномовних становила 2,6 % від усіх жителів.
За віковим діапазоном населення розподілялося таким чином: 22,1 % — особи молодші 18 років, 61,5 % — особи у віці 18—64 років, 16,4 % — особи у віці 65 років та старші. Медіана віку мешканця становила 41,4 року. На 100 осіб жіночої статі у селищі припадало 91,3 чоловіків;  на 100 жінок у віці від 18 років та старших — 94,3 чоловіків також старших 18 років.
Середній дохід на одне домашнє господарство  становив 59 591 долар США (медіана — 56 827), а середній дохід на одну сім'ю — 69 607 доларів (медіана — 70 938). Медіана доходів становила 45 431 долар для чоловіків та 34 348 доларів для жінок. За межею бідності перебувало 7,7 % осіб, у тому числі 6,9 % дітей у віці до 18 років та 8,7 % осіб у віці 65 років та старших.
Цивільне працевлаштоване населення становило 712 осіб. Основні галузі зайнятості: освіта, охорона здоров'я та соціальна допомога — 26,4 %, роздрібна торгівля — 21,3 %, виробництво — 19,8 %.